# Nuda per Satana
Nuda per Satana (em inglês:  Nude for Satan) é um filme de terror italiano de 1974, dirigido por Luigi Batzella.

## Enredo
Tarde da noite, o Dr. Benson dirige pelo campo e tropeça em um acidente de carro onde encontra uma jovem ferida chamada Susan. Dr. Benson coloca Susan em seu carro e procura abrigo para os dois em um castelo próximo. Ele é recebido na porta por Evelyn, que se parece exatamente com Susan, e é convidado a passar a noite. Dr. Benson logo conhece seu próprio doppelgänger chamado Peter. Quando no castelo, o Dr. Benson descobre que no trabalho de Satanás, tempo e espaço não seguem a lógica comum.

## Estilo
O historiador do cinema Roberto Curti descreveu Nude for Satan como uma pequena margem entre horror erótico e pornografia como outros filmes da época. Curti descreveu o filme como "tentado a pular para o outro lado da cerca, mas ainda mantendo alguma reserva pudica".:126

## Produção

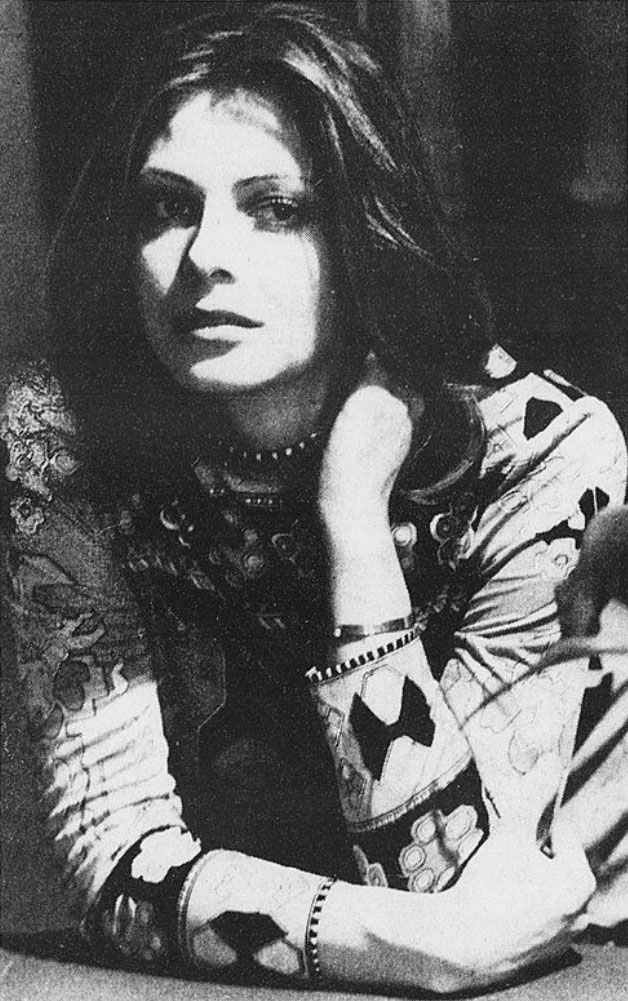
Rita Calderoni estrelou o filme como Susan Smith e Evelyn.

Rita Calderoni afirmou que o diretor Luigi Batzella a havia escalado no filme depois de vê-la em Riti, magie nere e secretete orge nel Trecento. Segundo o Registro Cinematográfico Público, Nude for Satan começou a filmar em 25 de março de 1974.:126, 129 Foi filmado no Castelo de Monte San Giovanni Campano em Frosinone, Lazio.:126  Calderoni afirmou que a filmagem levou cinco ou seis semanas. Calderoni lembrou que a cena do acidente de carro no filme levou Batzella uma noite inteira para filmar. No filme acabado, o acidente é representado por um único pneu rolando no quadro. Calderoni lembrou que ela foi ferida durante a sequência de ataque de aranha no filme.:126

## Lançamento
Nude for Satan foi inicialmente rejeitado pelo conselho de censores da Itália devido a "sequências obscenas contínuas, algumas delas até retratando relações lésbicas". Na apelação, vários cortes no filme foram sugeridos ao produtor. Isso incluiu remover cenas envolvendo relações sexuais entre o médico e a mulher que representa o duplo de Susan, uma redução da cena de pesadelo de Susan para evitar uma "descrição da relação lésbica" e "evitar atos eróticos dos personagens principais em uma cadeira" da cena final do filme. O produtor agradeceu e o filme foi lançado na Itália com uma classificação VM18.:128 Nude for Satan foi lançado na Itália em 23 de outubro de 1974, onde foi distribuído pela PAB. O filme arrecadou um total de 56.364.000 liras italianas no mercado interno.:126
Nude for Satan foi lançado em DVD e VHS pela Image Entertainment em 1999.

## Recepção
Em análises retrospectivas, Curti descreveu a direção do filme como "sem noção", observando que Batzella "não consegue encontrar um equilíbrio formal e continua acumulando tudo o que lhe vem à cabeça".:127 Em seu livro Perverse Titillation, Danny Shipka resumiu a trama observando que "o diabo está entediado e quer ter uma orgia. Ah, e Calderoni é molestado por uma aranha gigante. Você também ficará entediado". Em seu livro Italian Horror Film Directors, Louis Paul declarou o filme como um "exercício demente de horror semi-pornográfico de filme de pele"